# Арпат (сын Тирибаза)
Арпат — сын персидского сатрапа Тирибаза.
Тирибаз, спасший в 385 году до н. э. во время войны с кадусиями жизнь Артаксерксу II, был оскорблён нарушением обещания царя выдать за него замуж свою дочь. Тогда Тирибаз вместе со старшим сыном монарха Дарием составил против Артаксеркса II заговор. Однако этот план был раскрыт, и Тирибаза казнили.
Впоследствии Арпат по распоряжению младшего законного сына царя Артаксеркса Оха убил Арсама. Арсам был побочным сыном Артаксеркса II, однако «славился умом и был особенно мил и дорог отцу, открыто выказывавшему ему величайшее доверие». По мнению исследователя Орлова В. П., мотив Арпата в целом ясен. Возможно, что Арпат желал примкнуть к дворцовой группировке, выступавшей против убийцы его отца.